# Meat Puppets
Meat Puppets — американський андеграундний рок-гурт, заснований в 1980 році в Фініксі. Колектив став відомим в середині 1990 років після появи в акустичному концерті MTV Unplugged in New York, де вони зіграли декілька власних пісень разом з Куртом Кобейном та Nirvana.

## Історія
Гурт Meat Puppets заснували брати Курт та Кріс Кірквуди, після того, як закінчили місцеву школу в Фініксі. Вони полюбляли хард-рок, але разом із барабанщиком Дерріком Бостромом в Meat Puppets музиканти вирішили грати агресивний та гучний панк-рок. Їхній перший мініальбом In a Car вийшов в 1981 році та привернув до себе увагу Грега Гінна з гурту Black Flag. Саме на його лейблі SST Records в 1982 році вийшла дебютна платівка Meat Puppets. Проте визначальним для формування власного звучання став другий альбом Meat Puppets II, що вийшов в 1984 році. На ньому гурт поєднав панк-рок та кантрі-музику, завдяки чому отримав певне визнання в американському андеграунді. Надалі гурт розпочав гастролювати по США, та випускати альбоми, в яких блюз-рок та кантрі-рок змішувалися з психоделікою та хард-роком, майже повністю відмовившись від оригінального панківського звучання. Останній альбом на SST Records вийшов в 1989 році, після чого Meat Puppets розпались.
На початку дев'яностих музиканти гурту зібрались знову та змогли отримати контракт від великого лейблу London Records. В 1991 вийшла платівка Forbidden Places, але її популярність була невисокою. Справжній прорив відбувся в 1993 році, коли Meat Puppets спочатку грали на розігріві у всесвітньо відомої «Нірвани», а потім Курт Кобейн — великий шанувальник творчості Meat Puppets — запросив музикантів зіграти разом на акустичному шоу MTV Unplugged, де виконав три пісні з репертуару братів Кірквудів. В 1994 році вийшла платівка Meat Puppets Too High to Die, інтерес до якої з'явився після смерті Кобейна та частих трансляцій шоу MTV Unplugged. Врешті решт пісня «Backwater» потрапила на друге місце рок-чартів, а альбом став «золотим» вперше за кар'єру виконавців. Проте вже наступний альбом No Joke!, який вийшов в 1995 році, як і багато попередніх, пройшов майже непоміченим і гурт невдовзі знов перестав існувати. Бостром зайнявся власними проєктами, а Кріс Кірквуд протягом декількох років лікувался від важкої наркотичної залежності.
В кінці 1990-х років Курт Кірквуд разом зі знайомими музикантами створив новий колектив, який згодом і отримав стару назву Meat Puppets, хоча в ньому не було ані Бострома, ані Кріса Кірквуда. У 2000 році було випущено перший альбом в новому складі — Golden Lies. Часткове об'єднання гурту відбулося у 2007 році, коли Кріс Кірквуд повернувся до роботи з братом. У 2010-х роках вони продовжували час від часу випускати новий матеріал. Нарешті, у 2017 році Meat Puppets отримали місце в Залі слави музики та розваг Аризони, і на честь цього брати Кірквуди та Бостром вперше з 1996 року зіграли разом на сцені. У 2018 році Бостром повернувся до Meat Puppets на постійній основі. У 2019 році вийшла перша за довгі роки платівка Dusty Notes, записана в оригінальному складі гурту — Кріс Кірквуд (бас-гітара), Курт Кірквуд (гітара, вокал), Деррік Бостром (барабани), — до якого додались Рон Стабінскі (клавішні) та син Курта Кірквуда Елмо (гітара).

## Музичний стиль
Перша платівка Meat Puppets суттєво відрізнялась від іншої творчості колективу: на ній музиканти грали агресивний хардкор-панк, а слова пісень було майже неможливо зрозуміти через гучні крики Курта Кірквуда. Проте вже на другому альбомі Meat Puppets знайшли свій власний стиль, сміливо змішуючи багато жанрів, зокрема кантрі, панк, рок, фолк та психоделічний рок. Попри п'ятнадцять випущених студійних альбомів, саме Meat Puppets II вважається найкращою роботою гурту. В дев'яності роки гурт продовжував грати альтернативний рок, аж допоки колектив не розпався. Після об'єднання засновників гурту наприкінці 2010-х років, колектив перетворився із тріо у квінтет, і більшу роль в піснях стали відігравати партії клавішних, проте звучання гурту в цілому суттєво не змінилось.

## Склад гурту
| Поточний склад - Курт Кірквуд — гітара, вокал - Кріс Кірквуд — бас-гітара - Деррік Бостром — барабани - Рон Стабінскі — клавишні - Елмо Кірквуд — гітара | Колишні учасники - Кайл Еллісон — гітара - Шендон Сам — барабани - Ендрю Дюплантіс — бас-гітара - Тед Маркус — барабани |  |

## Дискографія
- 1982 — Meat Puppets
- 1984 — Meat Puppets II
- 1985 — Up on the Sun
- 1986 — Out My Way (EP)
- 1987 — Mirage
- 1987 — Huevos
- 1989 — Monsters
- 1991 — Forbidden Places
- 1994 — Too High to Die
- 1995 — No Joke!
- 2000 — Golden Lies
- 2007 — Rise to Your Knees
- 2009 — Sewn Together
- 2011 — Lollipop
- 2013 — Rat Farm
- 2019 — Dusty Notes[7]